# Tyrosinkinase KIT
Die Tyrosinkinase KIT (auch: CD117, c-Kit oder Stammzellfaktor-Rezeptor) ist ein in der Zellmembran verschiedener Körperzellen vorkommendes Protein aus der Familie der Rezeptor-Tyrosinkinasen. Dieses Protein ist das Genprodukt des Protoonkogens c-kit, d. h. eines potenziell krebsauslösenden Gens und wurde 1987 durch Axel Ullrich und Mitarbeiter als Homolog des viralen Onkogens v-Kit entdeckt.

## Funktion
c-Kit wird insbesondere in hämatopoetischen Stammzellen gebildet, kommt aber auch in einer Reihe von anderen Zelllinien, wie beispielsweise multipotenten (MPPs) und myeloischen Vorläuferzellen (CMPs) vor. Als Rezeptorprotein kann c-Kit durch seinen Liganden, dem Stammzellfaktor (SCF), aktiviert werden. c-Kit spielt eine entscheidende Rolle bei der Proliferation und Differenzierung von Stammzellen und ist somit von großer Bedeutung für die Hämatopoese und Angiogenese und spielt eine wichtige Rolle bei der Pigmentierung der Haut, der Darmfunktion und der Spermatogenese.
Durch Mutationen dauerhaft aktivierter c-Kit spielt eine Rolle bei verschiedenen Krebsformen, insbesondere Keimzelltumoren, Melanome, Leukämien, Mastozytosen und Mastzelltumoren. Bei diesen Krebserkrankungen können Tyrosinkinase-Inhibitoren eingesetzt werden. c-Kit inaktivierende Mutationen führen bei homozygoten Trägern in der Regel zum Tod bereits in der Embryonalphase oder können bei Heterozygoten Fertilitätsstörungen, Leuzismus und Scheckungen hervorrufen.
Auch bei Insekten spielt c-Kit in der Spermatogenese eine Rolle.

## Biochemie

### Struktur
c-Kit ist ein die Zellmembran durchspannendes Protein (Transmembranprotein) mit einer molaren Masse von etwa 110 kDa, das durch ein Gen auf dem Chromosom 4 Genlocus q11-q12 codiert wird. Sein extrazellulärer Teil besteht aus 5 Immunglobulin-ähnlichen Domänen, die an der Bindung seines Liganden, dem Stammzellfaktor, beteiligt sind. Wie verwandte Rezeptor-Tyrosinkinasen besteht der transmembranäre Teil von c-Kit aus einer einzelnen Helix. Der intrazelluläre Teil von c-Kit trägt eine zweiteilige Kinasedomäne, die für die Signaltransduktion verantwortlich ist.

### Aktivierung
Wie für viele Rezeptor-Tyrosinkinasen typisch, so induziert auch im Fall von c-Kit eine Anbindung seines Liganden in dimerer Form eine Dimerisierung des Rezeptors. c-Kit besitzt eine intrinsische Kinasefunktion und als Folge der Dimerisierung von c-Kit kann eine Autophosphorylierung durch eine gegenseitige Phosphorylierung von Tyrosingruppen der intrazellulären Domänen beobachtet werden. Der phosphorylierte und somit aktivierte Rezeptor dient als Bindungsstelle für weitere Signaltransduktionsmoleküle, die eine Phosphotyrosinbindungsstelle oder eine SH2-Domäne besitzen. Dazu zählen beispielsweise die Kinasen der Src-Familie, die Januskinase JAK2 und die Phosphoinositid-3-Kinasen, welche ihrerseits eine Vielzahl an Signaltransduktionswegen aktivieren können.

## Weiterführende Literatur
- J. Lennartsson, T. Jelacic, D. Linnekin, R. Shivakrupa: Normal and oncogenic forms of the receptor tyrosine kinase kit. In: Stem Cells. 23, 2005, S. 16–43.